# Sociologia figuracional
A sociologia figuracional ou sociologia dos processos é uma abordagem sociológica de pesquisa cujo foco principal está nas figurações sociais (também referidas como configurações) formadas por diversas pessoas em relação aos agrupamentos aos quais pertencem, bem como entre diferentes agrupamentos. Para o sociólogo Norbert Elias (1897-1990), um dos seus principais expoentes, o interesse de investigações sociológicas deve superar um dualismo entre indivíduo e sociedade. Daí o foco da abordagem figuracional na forma como processos sociais emergem e se desenvolvem, principalmente no surgimento e transformação  das interdependências entre indivíduos e seus agrupamentos (bem como entre diferentes agrupamentos em figurações sociais).

## Principais Pressupostos
Dentre os principais pressupostos para uma abordagem figuracional, destacam-se:
- A ênfase na emergência (sociogênese) e desenvolvimento das interdependências de poder entre indivíduos e agrupamentos (grupos-nós[5] nos termos de Norbert Elias) em diversas figurações sociais (os quais configuram, por sua vez, a formação e o desenvolvimento de famílias, aldeais, cidades, ou nações, por exemplo);
- A constituição mútua entre 'indivíduo' e 'sociedade';[6]
- O foco nas funções sociais[7] (coletivas) que diferentes interdependências entre indivíduos e agrupamentos adquirem em diferentes figurações (e sua relação com a transmissão da memória coletiva dos agrupamentos);
- O caráter incontrolável de processos de transformação social[8] por parte de indivíduos ou grupos de indivíduos[9] (por exemplo, o caráter incontrolável das manifestações que emergiram na França Absolutista no século XVIII, o desenvolvimento de processos revolucionários na França (1787-1799) e no Haiti (1791-1804), e a eventual concentração de poder nas mãos de Napoleão Bonaparte);
- A configuracao de um habitus[10] social individualizado, ou seja, a forma como a própria noção de indivíduo se desenvolve em relação a processos históricos mais amplos que autorizam ou negam a emergência (ou o desaparecimento ou enfraquecimento) de uma noção sobre si mais ou menos individualizada;[11][12]
- O caráter histórico e empírico da Sociologia.[13][14]

### Lista de Referências
1. ↑  Elias, Norbert (1994). A Sociedade dos Indivíduos (PDF). Rio de Janeiro: Zahar. p. 142. ISBN 978-85-7110-278-1
2. ↑  Elias, Norbert (1994). A Sociedade dos Indivíduos (PDF). Rio de Janeiro: Zahar. p. 90. ISBN 978-85-7110-278-1
3. ↑  Elias, Norbert (1994). A Sociedade dos Indivíduos (PDF). Rio de Janeiro: Zahar. pp. 23–26. ISBN 978-85-7110-278-1
4. ↑  Cancian, Renato. «Norbert Elias - a teoria sociológica - Teias de Interdependência». UOL
5. ↑  Elias, Robert (1994). A Sociedade dos Indivíduos (PDF). Rio de Janeiro: Zahar. pp. 168–169. ISBN 978-85-7110-278-1
6. ↑  Elias, Norbert (1994). A Sociedade dos Indivíduos (PDF). Rio de Janeiro: Zahar. p. 19. ISBN 978-85-7110-278-1
7. ↑  Elias, Norbert (1994). A Sociedade dos Indivíduos (PDF). Rio de Janeiro: Zahar. pp. 182–183. ISBN 978-85-7110-278-1
8. ↑  Elias, Norbert (1996). O Processo Civilizador (PDF). Rio de Janeiro: Zahar. p. 13. ISBN 85-7110-106-X
9. ↑  Elias, Norbert (1994). A Sociedade dos Indivíduos (PDF). Rio de Janeiro: Zahar. pp. 49–52; 114. ISBN 978-85-7110-278-1
10. ↑  Elias, Norbert (1994). A Sociedade dos Indivíduos (PDF). Rio de Janeiro: Zahar. pp. 150–151; 153; 172. ISBN 978-85-7110-278-1
11. ↑  Elias, Norbert (1994). A Sociedade dos Indivíduos (PDF). Rio de Janeiro: Zahar. pp. 103; 116–117. ISBN 978-85-7110-278-1
12. ↑  Landini, Tatiana Savoia; Leão, Andréa Borges (16 de maio de 2022). «INDIVÍDUO E INDIVIDUALISMO EM NORBERT ELIAS». Sociologia & Antropologia: 891–911. ISSN 2236-7527. doi:10.1590/2238-38752021v1137. Consultado em 3 de maio de 2023
13. ↑  Elias, Norbert (junho de 1987). «The Retreat of Sociologists into the Present». Theory, Culture & Society (em inglês) (2-3): 223–247. ISSN 0263-2764. doi:10.1177/026327687004002003. Consultado em 3 de maio de 2023
14. ↑  Bordignon, Rodrigo; Miceli, Sergio (2020). «NORBERT ELIAS E A SOCIOLOGIA AO VIVO». Blog da Sociedade Brasileira de Sociologia